# 树洞

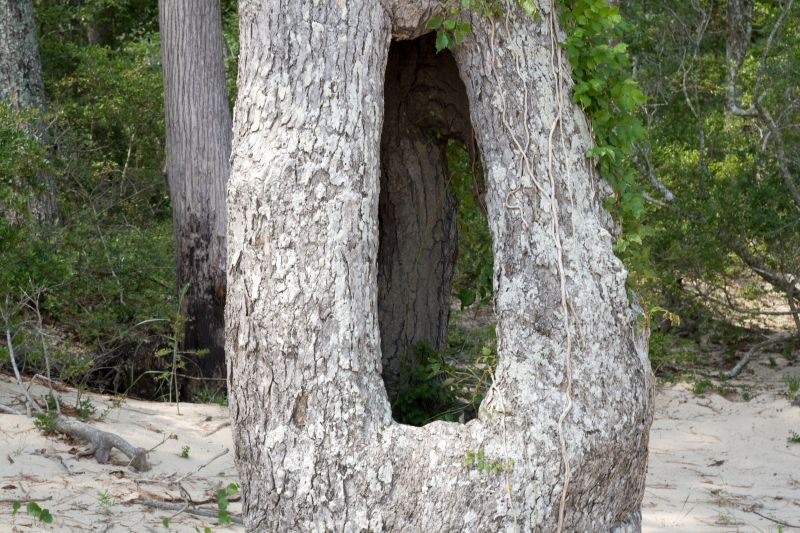
天然形成的树洞

树洞本意是树木上出现的半开放孔穴。树洞主要存在于树龄较大的树木之上，一些动物会以树洞为巢穴 。
作为网络流行词，树洞也可以指网络上承受秘密，私事的平台或人。